# Magia (Maluma)
Magia è il primo album in studio del cantante colombiano Maluma, pubblicato nel 2012.

## Tracce
1. Intro, magia – 2:12
2. Pasarla bien – 3:34
3. Obsesión – 3:00
4. Primer amor – 3:21
5. Vámonos de fuga – 3:00
6. Mala – 2:51
7. Presiento – 2:57
8. Loco – 3:10
9. Miss Independent – 2:54
10. La intención – 2:52
11. Correr el riesgo (featuring Piso 21) – 2:41
12. Malo – 3:25
13. Dos amores – 2:55
14. Farandulera – 2:47
15. Hoy – 2:33
16. Me gusta todo de ti – 2:29
17. Obsesión (featuring Dyland & Lenny) (Official Remix) – 3:16
18. Te quiero cerquita – 3:03
19. Tu mirada – 3:17